# Credo dos Apóstolos
O Credo dos Apóstolos (em latim: Symbolum Apostolorum ou Symbolum Apostolicum), às vezes chamado de Símbolo dos Apóstolos, é uma profissão de fé cristã, um credo ou um símbolo. É amplamente utilizado por muitas denominações cristãs para propósitos litúrgicos e catequéticos, mais visivelmente pelas igrejas litúrgicas de tradição ocidental, incluindo o Rito latino da Igreja Católica, o Rito oriental das Igrejas Ortodoxas Orientais, o luteranismo, o anglicanismo, o presbiterianismo e o Congregacionalismo. 
As especificações teológicas desse credo parecem ter sido originalmente formuladas como uma refutação do gnosticismo, uma antiga heresia. Isso pode ser visto em quase todas as frases. Por exemplo, o Credo afirma que o Cristo, Jesus, nasceu, sofreu e morreu na cruz. Isso parece ser uma afirmação direta contra o ensinamento herético de que o Cristo apenas aparentou ser homem e não sofreu nem morreu de verdade. O Credo dos Apóstolos, da mesma forma que outros credos batismais, é admirado como um exemplo do ensinamento dos apóstolos e uma defesa do Evangelho de Cristo.
O nome do Credo origina-se antes da década de 50 d.C., de que por inspiração do Espírito Santo, após o Pentecostes, cada um dos Doze Apóstolos ditou uma parte do credo. Ele é tradicionalmente dividido em doze artigos.
Como o Credo foi originado nos primórdios do cristianismo, ele não abrange alguns assuntos cristológicos definidos no Credo Niceno e em outros credos cristãos. Portanto, nada é dito explicitamente sobre a divindade de Jesus ou do Espírito Santo. Isso o faz aceitável para muitos arianos e unitários. Da mesma forma, ele não abrange muitas outras questões teológicas que se tornaram objetos de disputa séculos após seu surgimento.

## O texto do credo em latim
1. Credo in Deum Patrem omnipotentem, Creatorem caeli et terrae,
2. et in Iesum Christum, Filium Eius unicum, Dominum nostrum,
3. qui conceptus est de Spiritu Sancto, natus ex Maria Virgine,
4. passus sub Pontio Pilato, crucifixus, mortuus, et sepultus,
5. descendit ad ínferos, tertia die resurrexit a mortuis,
6. ascendit ad caelos, sedet ad dexteram Dei Patris omnipotentis,
7. inde venturus est iudicare vivos et mortuos.
8. Credo in Spiritum Sanctum,
9. sanctam Ecclesiam catholicam, sanctorum communionem,
10. remissionem peccatorum,
11. carnis resurrectionem,
12. vitam aeternam. 
Amen.

## Tradução para o português

### Versão Católica Apostólica Romana
O Catecismo Maior de São Pio X dá a seguinte tradução do Credo dos Apóstolos. Em sua argumentação do credo, o Catecismo mantém a divisão tradicional dos doze artigos.
1. Creio em Deus Pai, todo-poderoso, Criador do céu e da terra;
2. E em Jesus Cristo, um só seu Filho (seu único Filho), Nosso Senhor,
3. Que foi concebido pelo poder do Espírito Santo, nasceu de Maria Virgem;
4. Padeceu sob o poder de Pôncio Pilatos, foi crucificado, morto e sepultado;
5. Desceu ao reino dos mortos, ressuscitou ao terceiro dia;
6. Subiu ao Céu, está sentado à direita de Deus Pai todo-poderoso,
7. De onde há de vir a julgar os vivos e os mortos.
8. Creio no Espírito Santo,
9. Na Santa Igreja Católica, na comunhão dos Santos,
10. Na remissão dos pecados,
11. Na ressurreição da carne,
12. Na vida eterna.
Amém.

### Versão Anglicana
O Credo dos Apóstolos conforme a tradução estabelecida no Livro de Oração Comum da Igreja Episcopal Anglicana do Brasil, conforme proclamado e estabelecido dentro da Comunhão Anglicana:
Creio em Deus Pai Todo-Poderoso,
Criador do céu e da terra;
E em Jesus Cristo, seu único Filho, nosso Senhor,
Que foi concebido pelo Espírito Santo,
Nasceu da Virgem Maria,
Sofreu sob o poder de Pôncio Pilatos,
Foi crucificado, morto e sepultado,
Desceu ao Hades,
Ressuscitou ao terceiro dia,
Subiu aos céus,
E está sentado à direita de Deus Pai Todo-Poderoso,
De onde há de vir para julgar os vivos e os mortos.
Creio no Espírito Santo,
Na Santa Igreja Católica,
Na Comunhão dos Santos,
Na remissão dos pecados,
Na ressurreição do corpo,
E na Vida eterna. Amém.

### Versão luterana
O Catecismo Menor de Lutero, publicado pela Igreja Evangélica de Confissão Luterana no Brasil, apresenta a seguinte tradução do Credo dos Apóstolos dividido em três artigos:
- 1º artigo (da criação)

Creio em Deus Pai, todo-poderoso, 
Criador do céu e da terra.
- 2º artigo (da salvação)

E em Jesus Cristo, seu Filho unigênito, nosso Senhor, 
o qual foi concebido pelo Espírito Santo,
nasceu da virgem Maria,
padeceu sob o poder de Pôncio Pilatos,
foi crucificado, morto e sepultado,
desceu ao mundo dos mortos,
ressuscitou no terceiro dia,
subiu ao céu,
e está sentado à direita de Deus Pai, todo-poderoso,
de onde virá para julgar os vivos e os mortos.
- 3º artigo (da santificação)

Creio no Espírito Santo, 
na santa Igreja cristã,
a comunhão dos santos,
na remissão dos pecados,
na ressurreição do corpo
e na vida eterna. Amém.

### Versão luterana (da IELB)
O Catecismo Menor de Lutero, publicado pela  Editora Concórdia, da Igreja Evangélica Luterana do Brasil, apresenta a seguinte tradução do Credo dos Apóstolos dividido em três artigos:
- 1º artigo (da criação)

Creio em Deus Pai, todo-poderoso, Criador do céu e da terra.
- 2º artigo (da salvação)

E em Jesus Cristo, seu único Filho, nosso Senhor, o qual foi concebido pelo Espírito Santo, nasceu da virgem Maria, padeceu sob Pôncio Pilatos, foi crucificado, morto e sepultado; desceu ao inferno, no terceiro dia ressuscitou dos mortos, subiu ao céu e está sentado à direita de Deus Pai todo-poderoso, donde há de vir a julgar os vivos e os mortos.
- 3º artigo (da santificação)

Creio no Espírito Santo, na santa Igreja Cristã — a comunhão dos santos, na remissão dos pecados, na ressurreição da carne e na vida eterna. Amém.

### Credo Niceno-Constantinopolitano
O Credo niceno-constantinopolitano, ou Símbolo niceno-constantinopolitano, é uma declaração de fé cristã aceita pela Igreja Católica, a Igreja Ortodoxa, as Igrejas ortodoxas orientais, a Igreja Anglicana e a Igreja luterana e as demais denominações protestantes históricas.
Creio em um só Deus, Pai todo-poderoso,
Criador do Céu e da Terra,
De todas as coisas visíveis e invisíveis.
Creio em um só Senhor, Jesus Cristo,
Filho Unigénito de Deus,
nascido do Pai antes de todos os séculos:
Deus de Deus, luz da luz,
Deus verdadeiro de Deus verdadeiro;
gerado, não criado, consubstancial ao Pai.
Por Ele todas as coisas foram feitas.
E por nós, homens, e para nossa salvação
desceu dos Céus.
E encarnou pelo Espírito Santo,
no seio da Virgem Maria.
e se fez homem.
Também por nós foi crucificado sob Pôncio Pilatos;
padeceu e foi sepultado.
Ressuscitou ao terceiro dia,
conforme as Escrituras;
e subiu aos Céus,
onde está sentado à direita do Pai.
De novo há-de vir em sua glória
para julgar os vivos e os mortos;
e o seu Reino não terá fim.
Creio no Espírito Santo,
Senhor que dá a vida,
e procede do Pai e do Filho;
e com o Pai e o Filho
é adorado e glorificado:
Ele que falou pelos Profetas.
Creio na Igreja,
Una, Santa, Católica e Apostólica.
Professo um só batismo para a remissão dos pecados.
E espero a ressurreição dos mortos
e a vida do mundo que há-de vir.

Amém.